# Oenothalia subochrea
Oenothalia subochrea är en fjärilsart som beskrevs av W. Warren 1897. Oenothalia subochrea ingår i släktet Oenothalia och familjen mätare. Inga underarter finns listade i Catalogue of Life.